# フジオ・プロダクション
株式会社フジオ・プロダクションは、赤塚不二夫が設立した漫画制作・著作権管理会社である。代表取締役社長は赤塚りえ子（不二夫の長女）。通称「フジオ・プロ」。かつてはアシスタントのみならず多数の漫画家や作家が所属していた。
現在は赤塚不二夫作品に関する著作権管理・運営を主たる業務とし、出版・展覧会等の著作物使用業務全般、広告・商品化等のキャラクタービジネスを行っている。

## 概要
1963年頃、『おそ松くん』『ひみつのアッコちゃん』で売れっ子になった赤塚は、長谷邦夫、横山孝雄、高井研一郎、よこたとくお、山内ジョージに赤塚の妻であった稲生登茂子を加え「七福人プロダクション」を設立。漫画制作の共同作業を始めたが、仕事場に借りた雑居ビルは狭くて徹夜になると寝る場所がなく、南京虫が大発生して環境が劣悪であり、1年ほどで解散した。その後に借りた別の仕事場では横山、高井に古谷三敏や北見けんいちが加わり、これがフジオ・プロの母体になった。
1965年4月にフジオ・プロダクションを設立。立ち上げメンバーには赤塚の他に前述の長谷、古谷、横山、高井等がいた。当初は東京の新宿十二社の市川ビルの3階にある34坪を藤子不二雄主宰の藤子スタジオ、つのだじろう主宰のつのだプロとともに三分割して貸し切った。また、4階には1963年に石森章太郎、鈴木伸一、藤子不二雄、つのだじろうが設立し、半年後に赤塚も参加したアニメ制作会社「スタジオ・ゼロ」が入った。1969年に株式会社化した。
本社は東京都中野区弥生町、登記上本店は新宿区中落合にある。1969年にスタッフの増加により市川ビルを撤退した後は代々木にあった村田ビルの八階に移し換えたが、すぐ翌年の1970年に中落合の木造家屋へと本拠地を移し換え、現：フジオ・プロビル（1978年完成）のすぐそばにあったひとみマンションの部屋七室を使用し、1978年からは同じく中落合に建築した自社ビルに移転した。ここは自宅兼の鉄骨造三階建てで、老朽化したため、2022年10月30日まで回顧展を開いた後、2023年に取り壊される予定である。
現在は、赤塚の長女の赤塚りえ子（英国ロンドン在住の現代美術アーティストであった）が、父が興したフジオ・プロダクションを引き継ぎ、赤塚の二番目の妻だった眞知子が死去した後を受けて社長を務めている。また、広告や新規の単行本などで書き下ろされる版権イラストは1980年代後半から1994年までチーフアシスタントを務めた吉勝太（本名：嶺松孝佳）が手掛けている。
フジオ・プロは晩年の赤塚のイメージと異なり、肖像権や著作権に極めて厳格な事で知られており、キャラクターを無断使用されたサザエボンが発売された際には訴訟になっている。

## マンガの制作体制
赤塚はフジオ・プロ設立とともに、執筆のスピードアップを計るべく、正式に完全分業システムを採用。赤塚、長谷、古谷、担当編集者を交えた「アイデア会議」を経て、赤塚がネーム（コマ割りとセリフ）とアタリ（人物の表情や動き、背景のなどのラフな下描き）を作成し、高井と古谷（のちにあだち勉、しいやみつのり、吉勝太など）が下絵を完成させて製作を進行という形を取った。この様に漫画製作にアシスタントらが大きく関与しているため、赤塚はプロダクションを設立して以来、雑誌掲載時のクレジット表記を長年「赤塚不二夫とフジオ・プロ」としていた。劇中でもフジオ・プロのロゴを無関係な場面に登場させたり、内輪ネタの一環でフジオ・プロを強調したりすることも多かった。
赤塚マンガのキャラクターの作り方にはいくつかのパターンがあったようで、北見けんいちは、赤塚が作画スタッフに「大体こういう感じ」と伝えて描かせたものを、話し合いにより少しずつ修正していくという手法を取り、全てのスタッフがアイデア出しや作画に協力するという分業での制作を行っていたと語っている。
また、長谷邦夫、高井研一郎は、『おそ松くん』のイヤミ、デカパン、ハタ坊、ダヨーン、『もーれつア太郎』のココロのボスなどのキャラクターについて、赤塚が作画スタッフ（高井研一郎）にラフ画を渡し描かせたものを、その後赤塚が自ら描きやすいように修正して、完成させていく手法を取っていたと証言している。高井研一郎が退社（1968年）した以降は、赤塚がキャラクターデザインを実質一人で施すようになり、バカボンのパパ、ニャロメ、ケムンパス、べし、ベラマッチャ、ウナギイヌ等はその代表的なキャラクターである。
横山孝雄によれば、フジオ・プロでは、通常の漫画製作プロダクションとしては異例な能力給システムを採用しており、各スタッフの能力がフルに発揮出来る環境を用意していたという。
アイデア会議を経た後、十三ページの作品が完成するまでに費やされる時間は、ネームに2時間、アタリに4時間で、赤塚の担当箇所は約6時間。その後、赤塚は他の作品の執筆に取り掛かる。赤塚の手を離れたアタリ原稿は、スタッフの手によって、3時間の流れ作業を経由し、概ね9時間を掛け、一本の作品として完成したという。
スタッフが大幅に減少した80年代から90年代の旧作のリメイクでは長谷邦夫がネームから下書きまで手がけていたと伝えられることもあったが、当時のチーフアシスタントだった吉勝太は（赤塚本人が）「ちゃんとかいてました」と否定している。
また、現フジオプロ・スタッフの松木健也も、実際の赤塚本人のアタリ（下書き）原稿を提示し、「簡単なラフに見えるが、この「アタリ」が非常に重要で、不二夫が描かない（仮にアシスタントらが代筆する）と全く違う雰囲気の作品になってしまう。構図はもちろん、キャラクターの豊かな表情と絶妙な頭身バランス、躍動感は、この「アタリ」で決まると言っても過言ではない」と分析している。実際の赤塚本人による「アタリ」は、『少女漫画家 赤塚不二夫』（2020年、ギャンビット）のほか、『コアでいいのだ！赤塚不二夫』（2019年、出版ワークス）所収の「レアリティーズブック」、『夜の赤塚不二夫』（2021年、なりなれ社）、『まんが赤塚不二夫伝』（光文社、2023年）で様々な具体例が公開されている。

## フジオ・プロ劇画部
1969年、大河ドラマのようなダイナミズム溢れるストーリー劇画を、赤塚自らプロデュースしたいという想いから、芳谷圭児を部長とするフジオ・プロ劇画部が発足。
漫画原作者の滝沢解をシナリオライターに迎え、『エンジン魂』『高校さすらい派』『ガッツ4』等の滝沢・芳谷コンビによる長編劇画のプロデュースする。
1972年、赤塚番記者である武居俊樹の推薦で、劇画家の園田光慶が、スランプから脱却すべく、フジオ・プロ劇画部に参入した。しかし、この時、園田は、仕事上での付き合いですら精神的苦痛を感じるようになっており、結局、一本の作品も描かないまま、劇画部を退社したという。
芳谷や園田のほかに、由紀賢二、木村知生らが在籍していたが、芳谷のフジオ・プロ退社により、1974年頃にフジオ・プロ劇画部は自然消滅した。
ちなみに1972年頃から、赤塚漫画では、グロテスクな覚醒をコンセプトとしたキャラクターの顔面クローズアップ・シーンが半ページ大ほどで、幾度となく頻出するようになった。こうした場面を最初に担当したのが、この時に芳谷のアシスタントを務めていた木村知生である。
2025年、赤塚不二夫の生誕90周年を祝し、『コミック乱』（リイド社）にて同年3月号より『ニャロメのおもしろ日本史名言入門』が「フジオ・プロ（劇画部）」作品として連載されている。

## スタッフ

### 元スタッフ
- 赤塚不二夫 - 元代表取締役社長（初代）。
- 赤塚眞知子 - 元代表取締役社長（二代目）。
- 赤塚藤七 - 赤塚の実父であり、経理を務めた。
- 赤塚ノリヒロ - 赤塚宣洋。赤塚の実弟であり、アシスタントを務めた。1994年10月30日死去。
- 長谷邦夫 - 元所属漫画家。元アシスタント。マネージャーやブレーンを務める[19]。
- 古谷三敏 - 元所属漫画家。元アシスタント。ブレーンも務めた[20]。
- 高井研一郎 - 元所属漫画家。元アシスタント。キャラクターデザインも務めた[21]。
- 横山孝雄 - 元所属漫画家。元アシスタント。赤塚のアシスタント第1号であり、後にマネージャーを務めた[22]。
- 斉藤あきら - 元所属漫画家。元アシスタント。
- 芳谷圭児 - 元所属漫画家。元アシスタント。
- 木村知生 - 劇画部の芳谷圭児の元アシスタントだが、赤塚の原稿(劇画風バカボンパパ)も手伝っていた。
- 佐々木ドン - 元所属漫画家。元アシスタント。『風のカラッペ』の作画を担当。夭折したと伝わる。
- 北見けんいち [23] - 元所属漫画家。元アシスタント。
- 竹中健治 - 元アシスタント。プロレスラー富豪富豪夢路の伯父。2021年没。
- とりいかずよし[24] - 元アシスタント。
- 土田よしこ[25] - 元アシスタント。
- あだち勉[26] - 元所属漫画家。チーフアシスタントとして採用され[27]、ブレーンも務めた。
- てらしまけいじ（寺島敬治） - 元アシスタント。アシスタント期間：1970 - 1975年[28]。
- 河口仁[29] - 元アシスタント。『愛しのボッチャー』他、プロレス漫画で人気を博す。2022年11月12日、群馬県の病院で誤嚥性肺炎により死去。
- 及川こうじ[30] - 元アシスタント。
- キリ光乗[31] - 元アシスタント。
- 近藤洋助[32] - 元アシスタント、第2期チーフを務めた[33]。
- 椎屋光則（しいやみつのり）[34]- 元アシスタント、第3期チーフを務めた[33]。
- なかのゆみ[35] - 元アシスタント。
- 南ひろゆき[36] - 元アシスタント。
- 岩崎誠　- 元アシスタント。2000年頃（最晩年）にチーフアシスタントを務めた[37]。
- 斉藤ひろし　- 元アシスタント。
- あおむら純 - 元所属漫画家。元アシスタント。

### 現スタッフ
- 赤塚りえ子（代表取締役社長） - 1965年3月11日・東京都新宿区生まれ、急逝した赤塚眞知子に代わり2006年より代表取締役に就任[38]。
- 江守清人（取締役[39]） - 1950年頃生まれ[40]、NHKドラマ『バカボンのパパよりバカなパパ』に登場する「キータン」のモデル[41]。
- 峰松孝佳＝ペンネーム：吉勝太（所属漫画家、元アシスタント） - 1960年・熊本県生まれ[42]。アシスタント期間：1984 - 1994年、4代目チーフアシスタントを務めた[43]。2002年に作画スタッフとして再入社[42]。『コミックボンボン』（講談社）に「GC（ガッツキャット）・ニャロメ!」、『デンゲキバズーカ!!』（KADOKAWA）に「少年バカボン」を2014年12月号（創刊号）から2016年4月号（休刊号）まで連載。
- 桑原正人（版権製作・監修業務担当[44]） - 1972年生まれ、2006年入社[44]。アニメ『おそ松さん』プロデューサーに名を連ねている。
- 松木健也（出版・資料担当[45]） - 1986年、新潟市に生まれ、2007年入社[46]。

## 出版物
- 赤塚藤七『星霜の記憶』（フジオプロ、1972年） - 赤塚不二夫の父による自伝本。フジオプロが版元となって出版。
- 赤塚不二夫『まんがバカなのだ　赤塚不二夫展　出展作品図録』（フジオプロ、1997年） - フジオプロが版元となって出版。1997年から2002年まで全国巡回した展覧会などで販売。
- 赤塚不二夫『FUJIO AKATSUKA　Original Gagsta』（フジオプロ、2019年） - フジオプロが版元となって出版。2019年に開催された大英博物館のMANGA展『The Citi exhibition Manga』のために企画されたもので、アートディレクションを同社代表の赤塚りえ子が担当[47][48]。
- 赤塚不二夫『少女漫画家 赤塚不二夫』（ギャンビット、2020年） - フジオプロが監修・協力[49]。コラム「初期少女漫画における元妻・登茂子の貢献〜『ひみつのアッコちゃん』のヒミツ〜」を同社の松木健也が、解説インタビュー「赤塚少女漫画の"絵"の特徴とは！」を同社の峯松孝佳（吉勝太）が担当[50]。
- 赤塚不二夫『ひらがなおそまつくん』（竹書房、2021年） - フジオプロが企画・監修[51][52]。巻末解説を同社の松木健也が担当。
- 赤塚不二夫『夜の赤塚不二夫』（なりなれ社、2021年） - フジオプロが企画・編集[51][53]。巻頭コラム「1986年前後の赤塚不二夫」を同社の松木健也が、制作アシスタントインタビュー「『花ちゃん寝る』を手伝っていた頃」を同社の吉勝太が担当。
- 赤塚不二夫『まんが赤塚不二夫伝』（光文社、2023年）-企画＆文庫解説を担っている[54]。

## 関連企業
これらの他にスナック経営などにも進出したが、アニメ制作以外は失敗に終わり、閉店、解散、倒産した。
レーシングチーム「ZENY」
トヨタ・1600GTを6台購入し、カーマニアである友人とその仲間、レース好きだった前妻・登茂子のために1968年に設立したレーシングチーム。藤田直廣（現・NOW MOTOR SPORTS 代表）が所属していた。
フジビデオ・エンタープライズ
ポリドールレコードの井尻新一から、新人歌手を集めたオーディション番組の立ち上げを持ち掛けられ、1969年に設立した番組制作会社兼芸能プロダクション。
不二アートフィルム
スタジオゼロ解散後、吉良敬三を中心とする残党メンバーを集め、「フジオ・プロ動画部」として立ち上げたアニメ制作会社。1971年設立。NHK『みんなのうた』『おかあさんといっしょ』やフジテレビ『ひらけ!ポンキッキ』、コマーシャルメッセージなどにセルアニメだけに頼らない実験的な作品を提供している。1981年にフジオ・プロから独立。現・株式会社スリー・ディ。
スナック「アミーゴ」
1978年11月、旧友である元東洋バンダム級チャンピオンの三浦清との共同出費で、新宿風林会館そばにある第二和幸ビルの一室にオープンしたスナック。三浦との経営方針の違いや、赤塚による常連客へのただ酒振る舞いなどが災いし、翌年には閉店の憂き目に合う。